# العلاقات التشيلية الفنزويلية
العلاقات التشيلية الفنزويلية هي العلاقات الثنائية التي تجمع بين تشيلي وفنزويلا.

## مقارنة بين البلدين
هذه مقارنة عامة ومرجعية للدولتين:
| وجه المقارنة                                              | تشيلي                         | فنزويلا                                  |
| --------------------------------------------------------- | ----------------------------- | ---------------------------------------- |
| المساحة (كم2)                                             | 756.10 ألف                    | 916.45 ألف                               |
| عدد السكان (نسمة)                                         | 17.37 مليون                   | 28.87 مليون                              |
| الكثافة السكانية (ن./كم²)                                 | 22.97                         | 31.5                                     |
| العاصمة                                                   | سانتياغو                      | كاراكاس                                  |
| اللغة الرسمية                                             | اللغة الإسبانية               | اللغة الإسبانية، لغة الإشارة الفنزويلية ‏ |
| العملة                                                    | بيزو تشيلي، وحدة حساب تشيلية ‏ | بوليفار فنزويلي                          |
| الناتج المحلي الإجمالي (بليون دولار)                      | 277.08 مليار                  | 482.36 مليار                             |
| الناتج المحلي الإجمالي (تعادل القوة الشرائية) بليون دولار | 419.39 مليار                  |                                          |
| الناتج المحلي الإجمالي الاسمي للفرد دولار أمريكي          | 13.42 ألف                     |                                          |
| الناتج المحلي الإجمالي للفرد دولار أمريكي                 | 22.07 ألف                     |                                          |
| مؤشر التنمية البشرية                                      | 0.832                         | 0.762                                    |
| رمز المكالمات الدولي                                      | +56                           | +58                                      |
| رمز الإنترنت                                              | .cl                           | .ve                                      |
| المنطقة الزمنية                                           | 00، 00، 00، 00                | 00                                       |

## منظمات دولية مشتركة
يشترك البلدان في عضوية مجموعة من المنظمات الدولية، منها:
| علم المنظمة | اسم المنظمة                                                          | تاريخ انضمام تشيلي | تاريخ انضمام فنزويلا |
| ----------- | -------------------------------------------------------------------- | ------------------ | -------------------- |
|             | الاتحاد البريدي العالمي                                              | ?                  | ?                    |
|             | البنك الدولي للإنشاء والتعمير                                        | 31 ديسمبر 1945     | 30 ديسمبر 1946       |
|             | منظمة التجارة العالمية                                               | ?                  | ?                    |
|             | يونسكو                                                               | 7 يوليو 1953       | 25 نوفمبر 1946       |
|             | المنظمة الهيدروغرافية الدولية                                        | ?                  | ?                    |
|             | وكالة ضمان الاستثمار متعدد الأطراف                                   | 12 أبريل 1988      | 9 مايو 1994          |
|             | منظمة حظر الأسلحة الكيميائية                                         | ?                  | ?                    |
|             | منظمة الشرطة الجنائية الدولية                                        | ?                  | ?                    |
|             | مؤسسة التمويل الدولية                                                | 15 أبريل 1957      | 28 ديسمبر 1956       |
|             | اتحاد دول أمريكا الجنوبية                                            | ?                  | ?                    |
|             | الأمم المتحدة                                                        | 24 أكتوبر 1945     | 15 نوفمبر 1945       |
|             | الاتحاد الدولي للاتصالات                                             | 1908               | 13 أغسطس 1920        |
|             | وكالة حظر الأسلحة النووية في أمريكا اللاتينية ومنطقة البحر الكاريبي ‏ | ?                  | ?                    |

## أعلام
هذه قائمة لبعض الشخصيات التي تربطها علاقات بالبلدين:
- جيورجي فورسيث (لاعب كرة قدم بيروفي، 20 يونيو 1982[21] – )
- خورخي فالديفيا (لاعب كرة قدم تشيلي، 19 أكتوبر 1983[22] – )

## وصلات خارجية
- موقع وزارة الخارجية التشيلية
- موقع وزارة الخارجية الفنزويلية